# Thỏa thuận khung
Trong bối cảnh đàm phán, một thỏa thuận/ hiệp định khung là một thỏa thuận giữa hai bên thừa nhận rằng các bên chưa đi đến thỏa thuận cuối cùng về tất cả các vấn đề liên quan đến mối quan hệ giữa họ, nhưng đã thỏa thuận về đủ vấn đề để tiến tới mối quan hệ, với các chi tiết tiếp theo sẽ được đồng ý trong tương lai.
Trong bối cảnh mua sắm, một thỏa thuận khung là một thỏa thuận giữa một hoặc nhiều doanh nghiệp hoặc tổ chức, "mục đích của nó là thiết lập các điều khoản điều chỉnh hợp đồng sẽ được trao trong một khoảng thời gian nhất định, đặc biệt là về giá cả và, khi thích hợp, số lượng dự kiến".

## Hiệp định khung quốc tế

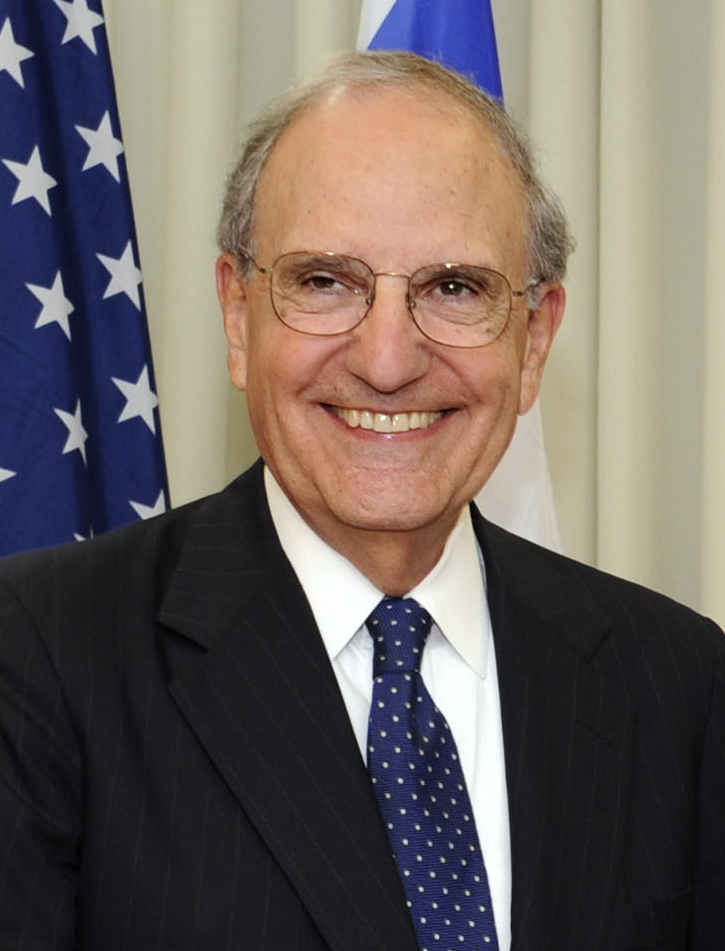
Thượng nghị sĩ George Mitchell tại Tel Aviv, ngày 26 tháng 7 năm 2009

Trong luật quốc tế, một thỏa thuận như vậy giữa các quốc gia hoặc các nhóm có thể thừa nhận rằng họ không thể đạt được thỏa thuận đầy đủ về tất cả các vấn đề, nhưng sẵn sàng tưởng niệm một cấu trúc để có thể giải quyết một số bất đồng.
Khi mô tả nỗ lực đạt được thỏa thuận giữa Israel và Palestine, Thượng nghị sĩ George J. Mitchell giải thích: 
Một thỏa thuận khung không phải là một thỏa thuận tạm thời. Nó chi tiết hơn tuyên bố nguyên tắc, nhưng ít hơn hiệp ước đầy đủ. Mục đích của nó là thiết lập các thỏa hiệp cơ bản cần thiết để cho phép các bên thêm nhiều thông tin (flesh out) và hoàn thành một thỏa thuận toàn diện nhằm chấm dứt xung đột và thiết lập một nền hòa bình lâu dài.

Tham gia vào một thỏa thuận khung có thể chuyển quyền lập pháp từ các quốc gia sang một cơ quan toàn thể, và có thể chuyển cơ sở để hình thành sự đồng ý với các chuẩn mực và tiêu chuẩn mới đạt được thông qua các cuộc đàm phán của họ. Việc thực hiện các thỏa thuận khung bắt nguồn từ những năm 1950 với một thỏa thuận liên quan đến tị nạn giữa Colombia và Peru.
Một số hiệp ước (accord) quốc tế được đặc trưng như các thỏa thuận khung:
- Khung Đồng ý, giữa Bắc Triều Tiên và Hoa Kỳ
- Baker Plan, một sáng kiến của Liên Hợp Quốc trao quyền tự quyết cho Tây Sahara
- Hiệp định khung Chuối, giữa Liên minh châu Âu và các nước sản xuất chuối
- Sáng kiến Vịnh Vịnh cho Hợp tác kinh tế và kỹ thuật đa ngành # Hiệp định khung thương mại tự do BIMSTEC, liên quan đến Vịnh Bengal
- Hiệp định khung hợp tác kinh tế, giữa Trung Quốc đại lục và Đài Loan
- Hiệp định khung chung vì hòa bình ở Bosnia và Herzegovina hoặc Thỏa thuận Dayton
- Khung thỏa thuận hạt nhân Iran
- Hiệp định khung chiến lược (SFA), giữa Hoa Kỳ và Iraq (2008)
- Hiệp định khung thương mại và đầu tư, một hiệp ước thương mại quốc tế

## Hiệp định khung trong nước
Các thỏa thuận khung phi quốc tế bao gồm:
- Hiệp định khung về Bangsamoro, một thỏa thuận hòa bình sơ bộ giữa Mặt trận Giải phóng Hồi giáo Moro và chính phủ Philippines kêu gọi thành lập một khu tự trị, Bangsamoro
- Hiệp định khung Liên minh Xã hội, tại Canada

## Mua sắm
Các doanh nghiệp, đặc biệt là các cơ quan hợp đồng công, có thể tham gia vào các thỏa thuận khung với một hoặc nhiều nhà cung cấp, trong đó quy định các điều khoản và điều kiện áp dụng cho bất kỳ hợp đồng tiếp theo nào và đưa ra điều khoản lựa chọn và chỉ định nhà thầu bằng cách tham khảo trực tiếp các điều khoản và điều kiện đã thỏa thuận hoặc bằng cách tổ chức một cuộc thi chỉ mời các đối tác tham gia thỏa thuận khung để gửi các đề xuất thương mại cụ thể.
Trong lĩnh vực công, một số Cơ quan Mua hàng Trung ương tồn tại với mục đích bao gồm việc tạo và quản lý các thỏa thuận khung tuân thủ Chỉ thị Mua sắm của EU.